# Neudorf (Dietenhofen)

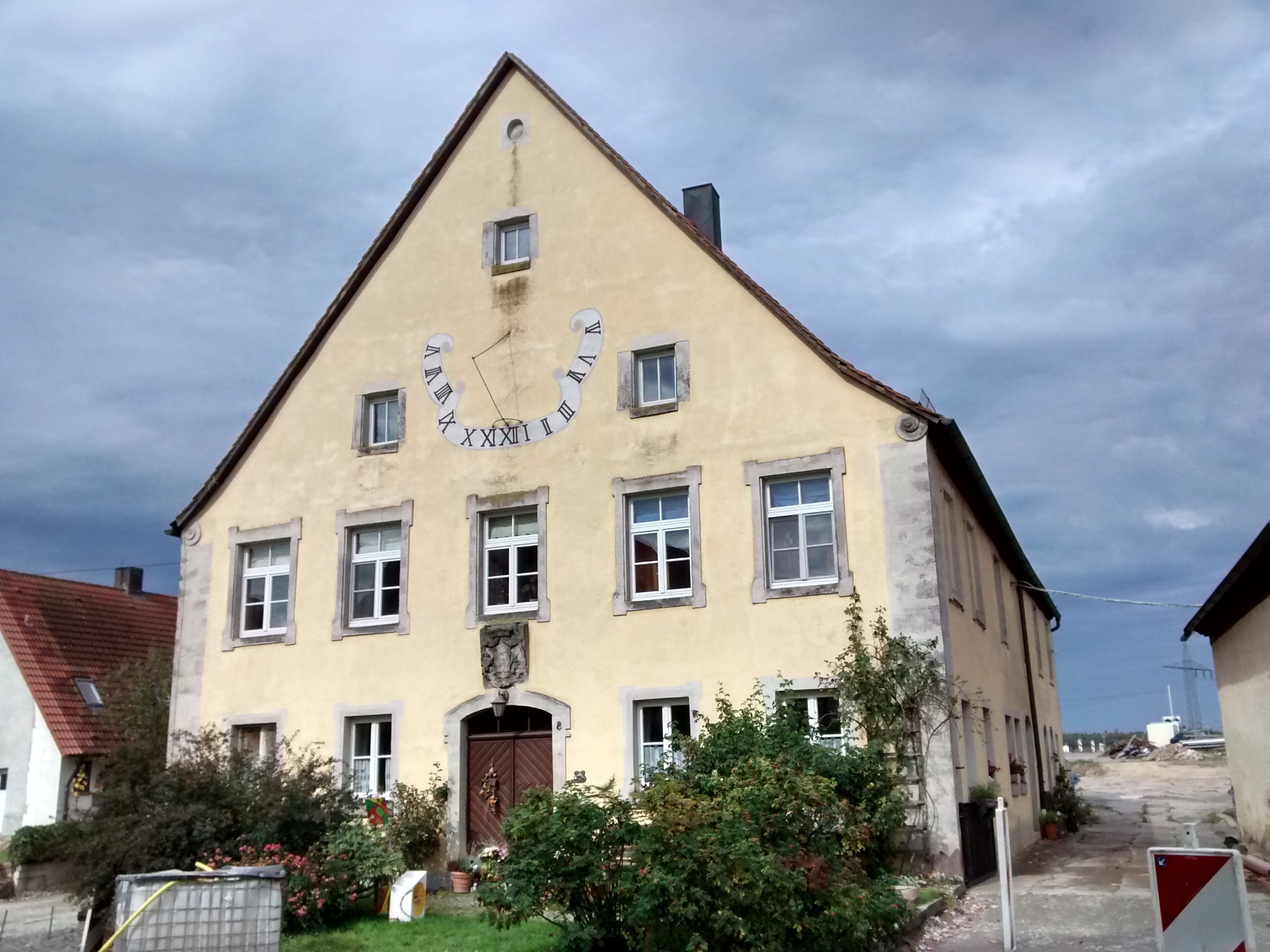
Haus Nr. 8: ehemaliges Amtshaus

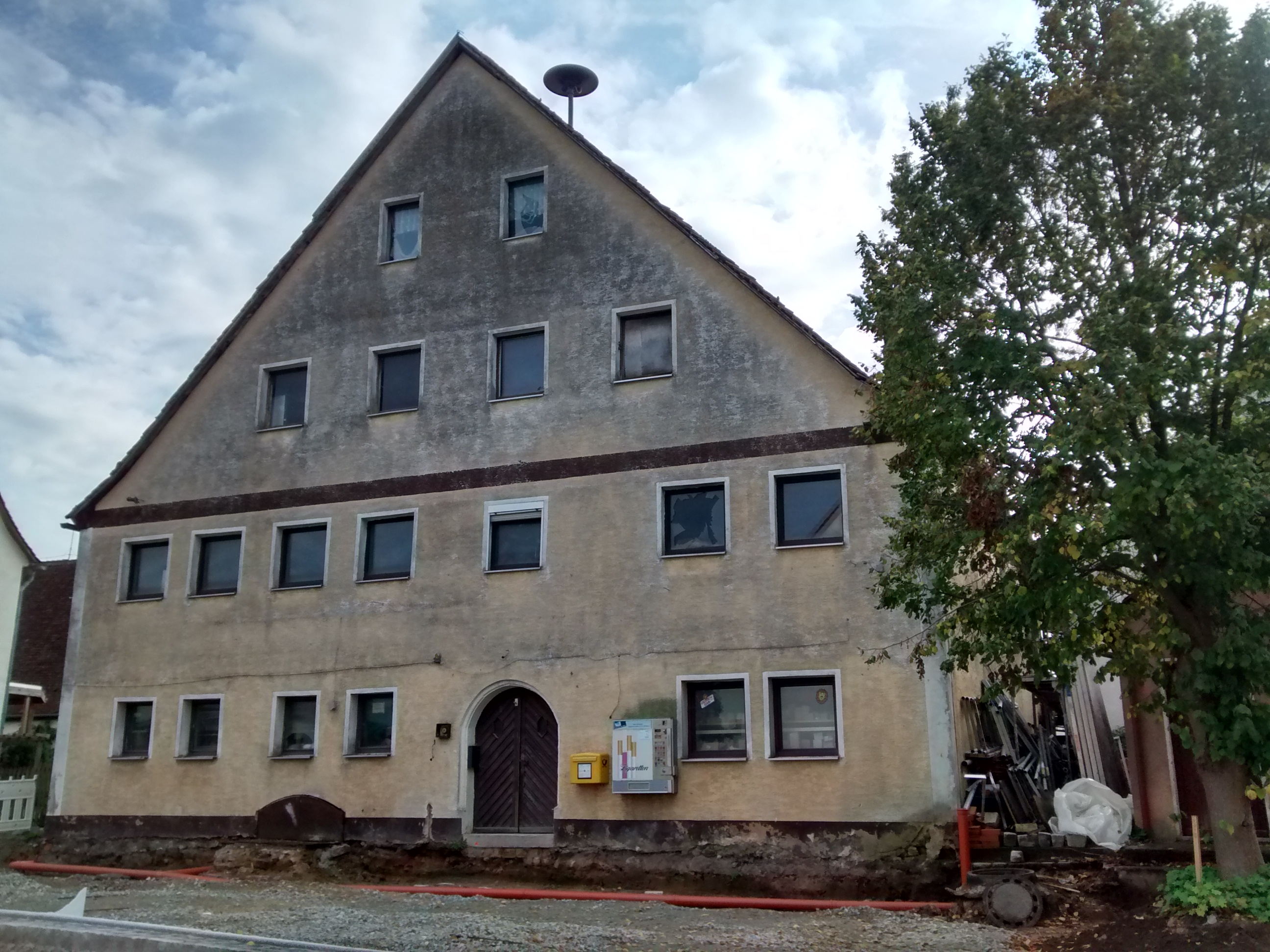
Haus Nr. 16: Gasthof zum Löwen

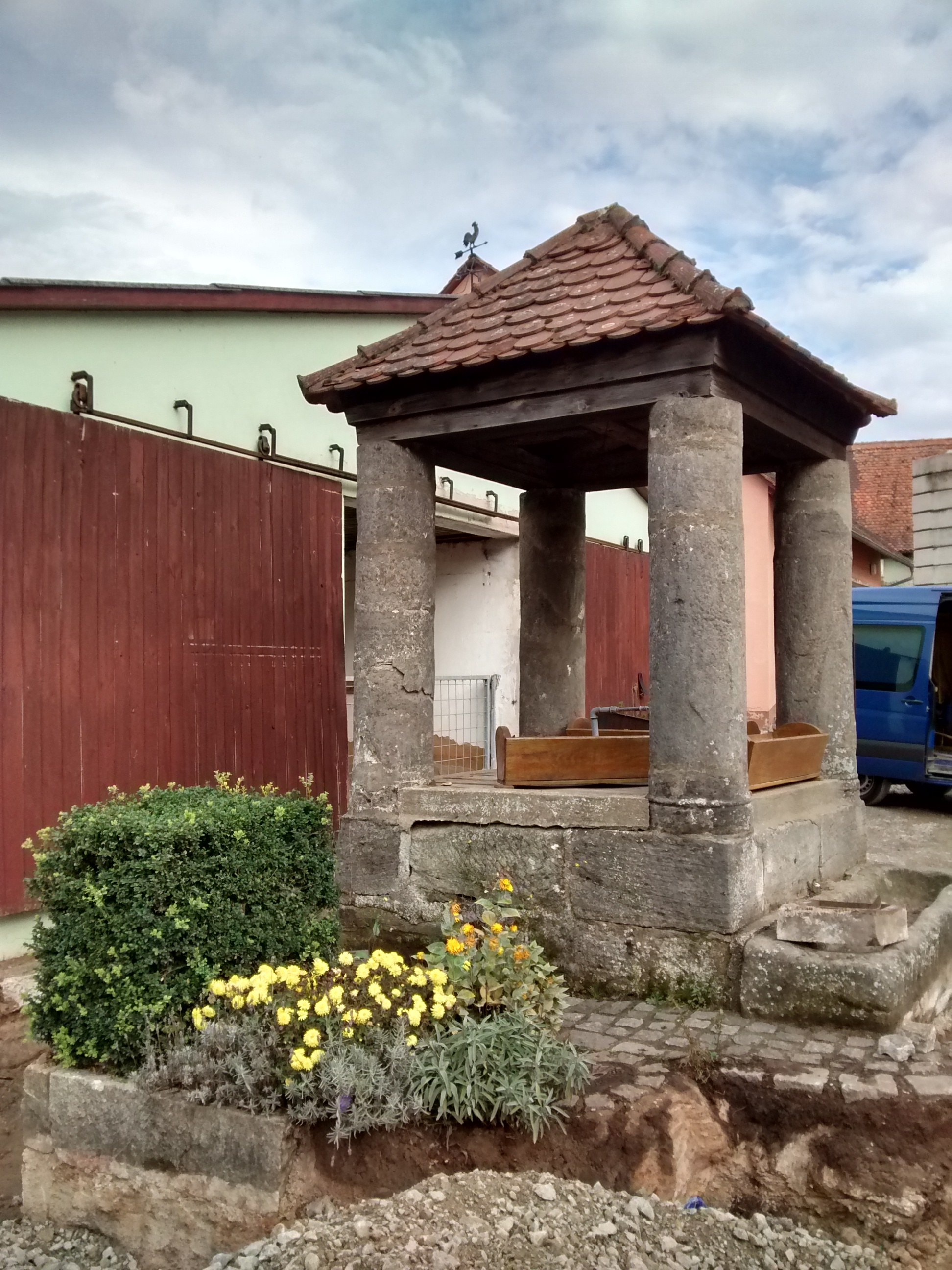
Ziehbrunnen

Neudorf (fränkisch: Naidorf) ist ein Gemeindeteil des Marktes Dietenhofen im Landkreis Ansbach (Mittelfranken, Bayern). Die Gemarkung Neudorf hat eine Fläche von 5,818 km². Sie ist in 435 Flurstücke aufgeteilt, die eine durchschnittliche Flurstücksfläche von 13.375,85 m² haben. In ihr liegen neben dem namensgebenden Ort die Gemeindeteile Dietenholz, Neudietenholz und Walburgswinden.

## Geografie
Nordwestlich des Dorfes entspringt der Altbach, ein linker Zufluss der Bibert. Südwestlich liegt der Wasenweiher, der den Stolzgraben speist, einen linken Zufluss der Bibert. Westlich des Ortes liegt die Flur Röthen, nordwestlich der Hornsteiggraben, 0,5 km östlich das Hackenfeld, 0,5 km südwestlich das Sandfeld. 0,5 km südlich befindet sich das Gewerbegebiet von Dietenhofen.
Um den Ort verläuft die Staatsstraße 2245, die nach Seubersdorf (4,5 km östlich) bzw. nach Rothenhof (5 km nordwestlich) führt. Die Kreisstraße AN 11/NEA 18 nach Dietenhofen (2,1 km südlich) bzw. nach Hirschneuses (2,5 km nördlich). Eine Gemeindeverbindungsstraße führt nach Leonrod zur Kreisstraße AN 24 (1,4 km südlich).

## Geschichte
Der Ort wurde 1297 als „Nuwendorfelin“ erstmals urkundlich erwähnt. Dem Bestimmungswort des Ortsnamens („Neu-“) nach zu schließen, handelt es sich um eine Spätsiedlung, die um diese Zeit entstanden ist. Seit 1398 gehörte Neudorf zur Herrschaft Leonrod. Die Familie von Leonrod errichtete unter anderem eine Kapelle und eine Zehntscheune. Nachdem die Leonroder im 17. Jahrhundert vergeblich versucht hatten, wieder einen katholischen Gottesdienst in Neudorf abzuhalten, wurde die Kapelle als Getreidespeicher genutzt und später zu einem Wohnhaus umgebaut. 1887 wurde das Haus zum Teil abgebrochen und 1952 zu einer Scheune umgebaut. Eine Mauerecke der alten Kapelle blieb erhalten.
Im Jahre 1718 gab es im Ort sechs brandenburg-bayreuthische Untertansfamilien.
Gegen Ende des 18. Jahrhunderts gab es in Neudorf 12 Anwesen. Das Hochgericht übte das brandenburg-bayreuthische Stadtvogteiamt Markt Erlbach aus. Die Dorf- und Gemeindeherrschaft hatte das Kastenamt Dietenhofen. Grundherren waren das Kastenamt Dietenhofen (1 Wirtshaus, 2 Höfe, 1 Halbhof, 3 Güter, 1 Tropfhaus, 1 halber Schafhof) und das Rittergut Neudorf (1 Meierhof, 1 Halbhof, 1 halber Schafhof). Das Rittergut Neudorf gehörte zu dieser Zeit den Freiherren von Leonrod und war dem Ritterkanton Altmühl steuerbar. Neben den 3 Anwesen in Neudorf war es noch Grundherr in Adelmannsdorf (3 Anwesen), Dietenhofen (2), Ebersdorf (3), Götteldorf (7), Hornsegen (5), Lenkersheim (1), Leonrod (1), Muggenhof (5), Neuses (1), Vincenzenbronn (2) und Zautendorf (10).
Von 1797 bis 1810 unterstand Neudorf dem Justizamt Markt Erlbach und Kammeramt Neuhof. 1810 kam der Ort zum Königreich Bayern. Im Rahmen des Gemeindeedikts wurde es dem 1811 gebildeten Steuerdistrikt Hirschneuses und der 1813 gebildeten Ruralgemeinde Hirschneuses zugeordnet. Mit dem Zweiten Gemeindeedikt (1818) entstand die Ruralgemeinde Neudorf, zu der Dietenholz, Neudietenholz und Walburgswinden gehörten. Sie war in Verwaltung und Gerichtsbarkeit dem Landgericht Markt Erlbach zugeordnet und in der Finanzverwaltung dem Rentamt Ipsheim. Drei Anwesen unterstanden bis 1833 dem Patrimonialgericht Neudorf. Ab 1862 gehörte Neudorf zum Bezirksamt Neustadt an der Aisch (1939 in Landkreis Neustadt an der Aisch umbenannt) und ab 1856 zum Rentamt Markt Erlbach (1919–1929: Finanzamt Markt Erlbach, 1929–1972: Finanzamt Fürth, seit 1972: Finanzamt Ansbach). Die Gerichtsbarkeit blieb beim Landgericht Markt Erlbach (1879 in Amtsgericht Markt Erlbach umbenannt), von 1959 bis 1972 war das Amtsgericht Fürth zuständig, seitdem ist es das Amtsgericht Ansbach. Die Gemeinde hatte 1964 eine Gebietsfläche von 5,830 km².
Mit der Gebietsreform in Bayern wurde die Gemeinde am 1. Januar 1972 in den Markt Dietenhofen eingegliedert.

### Baudenkmäler
- Zu Haus Nr. 1: Stadel des 18. Jahrhunderts, Fachwerkgiebel zu zwei Dachgeschossen mit rundbogigen Ladeluken und K-Streben.[17]
- Haus Nr. 8: ehemaliges Amtshaus, zweigeschossiger Massivbau, Hausteingliederungen, 18. Jahrhundert[18]
- Haus Nr. 16: Gasthof zum Löwen, zweigeschossiger Massivbau, 17./18. Jahrhundert[18]
- Brunnen: Ziehbrunnen, Zeltdach, wohl 16. Jahrhundert[18]

### Einwohnerentwicklung
Gemeinde Neudorf
| Jahr      | 1818   | 1840   | 1852   | 1855   | 1861   | 1867   | 1871   | 1875   | 1880   | 1885   | 1890   | 1895   | 1900   | 1905   | 1910   | 1919   | 1925   | 1933   | 1939   | 1946   | 1950   | 1952   | 1961   | 1970   |
| Einwohner | 152    | 199    | 191    | 197    | 201    | 175    | 172    | 169    | 162    | 158    | 141    | 141    | 128    | 128    | 138    | 139    | 133    | 136    | 133    | 184    | 180    | 170    | 123    | 132    |
| Häuser    | 26     | 29     |        |        |        |        | 27     |        |        | 27     | 27     |        | 28     |        |        |        | 20     |        |        |        | 23     |        | 24     |        |
| Quelle    | [ 20 ] | [ 21 ] | [ 22 ] | [ 22 ] | [ 23 ] | [ 24 ] | [ 25 ] | [ 26 ] | [ 27 ] | [ 28 ] | [ 29 ] | [ 22 ] | [ 30 ] | [ 22 ] | [ 31 ] | [ 22 ] | [ 32 ] | [ 22 ] | [ 22 ] | [ 22 ] | [ 33 ] | [ 22 ] | [ 14 ] | [ 34 ] |

Ort Neudorf
| Jahr      | 001818 | 001840 | 001861 | 001871 | 001885 | 001900 | 001925 | 001950 | 001961 | 001970 | 001987 | 002005 | 002013 |
| Einwohner | 109    | 144    | 149    | 114    | 118    | 93     | 96     | 144    | 90     | 94     | 122    | 107    | 112    |
| Häuser    | 18     | 20     |        |        | 18     | 19     | 14     | 16     | 18     |        | 24     |        |        |
| Quelle    | [ 20 ] | [ 21 ] | [ 23 ] | [ 25 ] | [ 28 ] | [ 30 ] | [ 32 ] | [ 33 ] | [ 14 ] | [ 34 ] | [ 35 ] | [ 36 ] | [ 1 ]  |

## Religion
Der Ort ist seit der Reformation evangelisch-lutherisch geprägt und nach St. Andreas (Dietenhofen) gepfarrt. Die Einwohner römisch-katholischer Konfession sind nach St. Michael (Wilhermsdorf) gepfarrt.